# Castanotherium rufipes
Castanotherium rufipes är en mångfotingart som först beskrevs av Pocock 1894.  Castanotherium rufipes ingår i släktet Castanotherium och familjen Zephroniidae. Inga underarter finns listade i Catalogue of Life.